# Theridion mauiense
Theridion mauiense är en spindelart som beskrevs av Simon 1900. Theridion mauiense ingår i släktet Theridion och familjen klotspindlar. Inga underarter finns listade i Catalogue of Life.